# 牛應元
牛應元（1553年—？），字子仁，又字兆坤，號春宇，陝西西安府涇陽縣人，軍籍，明朝政治人物。

## 生平
萬曆四年（1576年）丙子科陝西鄉試第三十名，萬曆十一年（1583年）癸未科會試第八十五名，登三甲第一百七十九名進士。禮部觀政，初任光山知县，创条编法，与民休息。创建社仓，积义谷六千三百石有奇。在任三载，政洽民和，有産麟之异。十七年十月行取考选，升四川道御史，十九年按鹾两浙，二十三年巡按南直隶淮揚，二十六年十一月補河南道御史，二十七年巡按南直隶應天，严禁开采孝陵山场，二十九年管印馬屯田，三十二年升大理寺右寺丞，三十四年二月升左寺丞，六月升右少卿，三十五年七月升左少卿，三十六年七月升都察院右佥都御史、巡抚南赣汀韶，四十年二月四疏乞休不允，四十一年二月引疾回籍調理。
天啓二年（1622年）二月起升南京大理寺卿，三年三月升刑部右侍郎，十二月升本部左侍郎，四年告病归。

## 家族
曾祖牛通；祖父牛隆，曾任省祭官；父牛璠，曾任縣主簿，封知縣。前母翟氏；母王氏。慈侍下。